# Susanne Clod Pedersen
Susanne Clod Pedersen (født 1967) er en dansk forfatter, pianist og organist, der debuterede som koncertpianist i 1993. Hun skriver især historiske romaner, der foregår i vikingetiden og middelalderen, samt en bibelsk trilogi, to vikingespil og to fagbøger om klaverspil.

## Karriere
Susanne Clod Pedersen er uddannet på Det Kongelige Danske Musikkonservatorium og har studeret et år i Moskva musikkonservatorium. I 2002 udgav hun Klaverspil, om at spille klaver.
Hendes debut som skønlitterærforfatter skete i 2005. Den danske historiker og museuminspektør på Middelaldercentret, Kåre Johannessen fungerede som faglig konsulent på debutromanerne Arnulf (2005) og Veulf (2006). Arnulf blev godt modtaget af anmelderne og kaldte den spændende og kommenterede at der endelig var " én, som fortæller, hvordan det virkelig var med vikingerne" Veulf blev ligeledes kaldt "drønspændende". Den tredje bog i serien, Jomsvikingen, udkommer i maj 2015. Desuden bliver de to første bøger genudgivet sammen under titlen Arnulf, ligeledes i maj 2015.
Susanne Clod Pedersen skrev desuden den femte og sjette bog i romanserien Slægten, som blev udgivet af Aschehoug og senere Lindhardt og Ringhof, og de har også udviklet et nært venskab under deres samarbejde. Johannessen fortsatte som konsulent på disse bøger, og endte også med selv at skrive flere bøger i serien.

### Skønlitteratur
Arnulf-sagaen
- Arnulf - (Borgen, 2005)
- Veulf - (Borgen, 2006)
- Arnulf-Veulf - (Borgen, 2007); samlet udgave af bind 1 og 2
- Arnulf - (Bazar Forlag 2015 - en genudgivelse af Arnulf-Veulf) Første bind i Arnulf-sagaen
- Jomsvikingen - (Bazar Forlag, maj 2015) Andet bind i Arnulf-sagaen
- Odinsulven - (Bazar Forlag 2016) Tredje bind i Arnulf-sagaen
- Fenrisfærden - (Bazar Forlag 2017) Fjerde bind i Arnulf-sagaen
- Blodringen - (Bazar Forlag 2018) Femte bind i Arnulf-sagaen
- Kongestormen - (Bazar Forlag 2019) Sjette bind i Arnulf-sagaen
- Vinterjarlen - (Forlaget Zara 2021) Syvende bind i Arnulf-sagaen

Slægten
- Klosterbarnet - (Lindhardt og Ringhof, 2006); bind 5 i Slægten
- Ravnens år - (Lindhardt og Ringhof, 2007); bind 6 i Slægten

Ridder Hjalmar
- De gyldne sporer  -(Borgen, 2008)
- Den højeste ære - (Borgen, 2008)
- Det største kald - (Borgen, 2009)
- Ridder Hialmar - (Bazar Forlag 2016) Samlet udgave af De gyldne sporer, Den højeste ære og Det største kald

Andet
- Susannas bog - Vejen (Lindhardt og Ringhof, 2013)
- Susannas bog - Sandheden (Boedal Forlag 2014)
- Susannas bog - Livet (Boedal Forlag 2014)

### Faglitteratur
- Klaverspil (Rosinante, 2002)